# 小石蝴蝶
小石蝴蝶（学名：Petrocosmea minor）为苦苣苔科石蝴蝶属下的一个种。其种加词“minor”意为“较小的”。